# سليم باشا (لاعب كرة قدم تونسي)
سليم باشا (مواليد 11 مارس 1986) لاعب كرة قدم تونسي يلعب كمدافع في النجم المتلوي.
لعب سابقاً في النادي الإفريقي ومستقبل المرسى ونجم بني خلاد ومستقبل قابس وقوافل قفصة وجزيرة توزر والترجي الجرجيسي وشبيبة القيروان ونادي حطين .

## روابط خارجية
- سليم باشا على موقع قاعدة بيانات كرة القدم.إي يو (الإنجليزية)
- سليم باشا على موقع Soccerway.com (الإنجليزية)
- سليم باشا على موقع كووورة

- سليم باشا